# Versényi György
Versényi György (Szucság, 1852. február 2. – Kolozsvár, 1918. június 20.) író, költő.

## Életútja
A nagyenyedi és a kolozsvári református kollégiumban tanult. Egyetemi tanulmányait Budapesten végezte, ahol 1874-ben tanári és 1877-ben bölcsészdoktori oklevelet szerzett. 1875–1876 között a lőcsei gimnáziumban helyettes tanár, 1876–1894 között a körmöcbányai reáliskola, majd 1894-től a kolozsvári felső leányiskola tanára volt. Utóbbi helyen az Erdélyi Irodalmi Társaság főtitkári tisztét is betöltötte. 1906-ban nyugalomba vonult és 1917-ig Budapesten élt.
Napilapokban, folyóiratokban számos költeménye, elbeszélése, irodalmi és esztétikai dolgozata jelent meg, munkatársa volt a Révai lexikonnak is. Tankönyveken és diákoknak szóló könyvein kívül is több önálló munkáját adták ki.

## Munkái

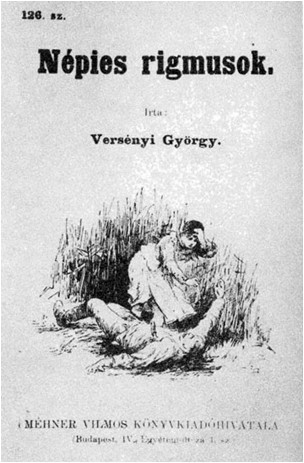
Népies rigmusok

### Tanulmányok
- Az aesthetika hazánkban (bölcsészdoktori értekezés, 1874)
- Bodor Lajos (1894)
- Hory Farkas (1896)

### Költői művek
- Havasi rózsák (versek, 1877)
- Képes könyv (humoros versek, 1880)
- Költemények (1888)
- Újabb költemények (1890)
- Gyopárok (versek, 1892)
- Klára (versek, 1893)
- Kis pokol (költői elbeszélés, 1896)
- Száll az ének (versek, 1899)
- Tetemrehívás (operaszöveg, 1900. Arany János balladája után írta. Zenéjét szerezte Farkas Ödön. Bemutatták a Magyar Királyi Operaházban október 5-én)
- Jubiláris gondolatok (1905)

Nevéhez fűződik a Szíveket újító bokréta című 18. századi versgyűjtemény kiadása.